# 重慶機電控股(集團)公司
重慶機電控股(集團)公司，是中國西部最大商用車輛零件及電力設備生產商，生產基地設於重慶，在2000年由重庆市国资委批准成立。
主要業務為从事汽车及汽车零部件、电工电器、通用环保、机床工具、军工电子信息、冶金产品的开发、制造、销售和出口。
2008年，把旗下重慶機電（港交所：2722）安排於6月在香港交易所上市，招股價為每股1.3元。

## 外部連線
- 重庆机电控股（集团）公司 （页面存档备份，存于）